# 10139 Ронсард
10139 Ронсард (10139 Ronsard) — астероїд головного поясу, відкритий 19 вересня 1993 року.
Тіссеранів параметр щодо Юпітера — 3,558.